# Malarico
Malarico fue un caudillo militar suevo, considerado el último rey de los suevos.

## Biografía
Tras la deposición del rey Andeca del trono de los suevos (año 585), surgió como pretendiente al trono. Decía ser de la familia del rey Miro. Fue derrotado y capturado por las tropas del rey visigodo Leovigildo en 586. Con este último intento acabó toda resistencia sueva. A partir de ese momento Gallaecia sería gobernada por un dux visigodo aunque se mantuvo en vigor la ley sueva y otras características propias del antiguo reino suevo.